# 17-та повітряна армія (СРСР)
Сімна́дцята пові́тряна а́рмія (17 ПА) — авіаційне об'єднання, повітряна армія військово-повітряних сил СРСР під час Німецько-радянської війни та післявоєнний час.

## Історія
Сформована 15 листопада 1942 на підставі наказу НКО СРСР на базі управління та частин ВПС Південно-Західного фронту у складі 1-го змішаного авіаційного корпусу, 282-ї, 2288-ї винищувальних, 267-ї штурмової, 221-ї бомбардувальної, 262-ї нічної бомбардувальної авіадивізій та 208-го і 637-го окремих штурмових авіаполків. У грудні до неї увійшов 3-й змішаний авіакорпус — всього 447 бойових літаків.
Бойовий шлях армія почала в ході контрнаступу радянських військ під Сталінградом. У взаємодії з 2-ї, 8-ї і 16-ї повітряними арміями вона вела активні бої за панування в повітрі, підтримувала війська 5-ї танкової і 21-ї армій при прориві оборони противника і його оточенні. Велику роль зіграли дії армії при проведенні повітряної блокади оточеного угрупування противника.
У січні-лютому 1943 підтримувала війська Південно-Західного фронту в ході Острогозько-Россошанської наступальної операції та в зустрічних битвах, що розгорнулися наприкінці лютого між Дніпром і Сіверським Донцом.
Навесні замість тих, винищувальної і двох бомбардувальних авіаційних дивізій, два штурмових і одного окремого бомбардувального авіаполків що убули, бойовий склад армії поповнився 9-м змішаним авіаційним корпусом. Всього в армії було 715 бойових літаків.
У липні сприяла військам 7-ї гвардійської армії Воронезького фронту в ході Курської стратегічної оборонної операції. 17 липня основні зусилля армії були зосереджені на ізюм-барвінковському напрямі. У першій половині серпня вона брала участь у зриві залізничних і автомобільних перевезень противника, затримавши тим самим зосередження його резервів на захід від Харкова. У стратегічній операції по звільненню Донбасу, що почалася 13 серпня 17-та повітряна армія підтримувала війська, що наступали, і надійно прикривала їх з повітря.
У битві за Дніпро, що розгорнулася у вересні-жовтні 1943 року надала велику допомогу сухопутним військам при ліквідації сильно укріпленого запорізького плацдарму противника, звільненні великих промислових центрів Південної України (Запоріжжя, Дніпропетровськ, Дніпродзержинськ і ін.), в зриві плану німецького командування по руйнуванню греблі Днепрогеса.
16 жовтня армія включена до складу 3-го Українського фронту. Великий внесок зробила у розгром противника на Правобережній Україні взимку і весною 1944 р. У виключно складних погодних умовах її частини і з'єднання забезпечували дії ударного угрупування фронту, знищували відступаючі війська противника, не даючи їм закріпитися на проміжних рубежах.
У серпні в ході Яссько-Кишинівської стратегічної операції нанесла велику поразку противникові і надала ефективну підтримку сухопутним військам.
З листопада 1944 і до кінця війни вела бої по розгрому противника на території Угорщини, брала участь в Будапештській стратегічній наступальній і Балатонській оборонній операціях, потім у Віденській стратегічній операції.
Свій бойовий шлях повітряна армія завершила в Чехословаччині, беручи участь в її звільненні.
За роки Німецько-радянської війни особовий склад 17-ї повітряної армії виконав понад 200 тис. літако-вильотів.
57 з'єднань і частин, що входили в її склад, нагороджено орденами, 22 перетворені в гвардійських, 47 отримали почесні найменування.
За мужність і героїзм орденами і медалями відмічені тисячі воїнів-авіаторів, близько 230 з них удостоєні звання Героя Радянського Союзу, а О. І. Колдунову, Г. Ф. Сивкову і М. М. Скоморохову це звання присвоєне двічі.

## Склад

### Авіаційні ескадрильї
- 255-та окрема змішана авіаційна ескадрилья;
- 228-ма окрема вертольотна ескадрилья радіоелектронної боротьби

## Командування
Командувачі:
- генерал-майор авіації, з 20 грудня 1942 генерал-лейтенант авіації Красовський С. А. (15 листопада 1942 — 26 березня 1943);
- генерал-лейтенант авіації, з травня 1944 генерал-полковник авіації Судець В. О. (26 березня 1943 — до кінця війни).

Члени військової ради:
- бригадний комісар, з 5 грудня 1942 полковник, з 1 травня 1943 генерал-майор авіації Толмачев В. Н. (25 листопада 1942 — до кінця війни).

Начальники штабів:
- полковник Тельнов К. І. (листопад 1942 — лютий 1943);
- полковник, з 17 березня 1943 генерал-майор авіації Селезньов Н. Г. (лютий — липень 1943);
- генерал-майор, з 19 квітня 1945 — генерал-лейтенант авіації Корсаков Н. М. (липень 1943 — до кінця війни).

## Пам'ять
- У навчально-виховному комплексі (школі) № 90 м. Одеси створено Музей бойової слави 17-ї повітряної армії[1]. Музей налічує понад тисячі експонатів: особистих речей льотчиків, фотографій, топографічних карт. Особливе місце займають капсули із землею міст, яким присвоєно звання «Місто-герой». Протягом багатьох років хранителєм музею є вчитель історії Тетяна Борисівна Рапай.